# Chaumont-sur-Loire
Chaumont-sur-Loire – miejscowość i gmina we Francji, w Regionie Centralnym, w departamencie Loir-et-Cher.
Według danych na rok 1990 gminę zamieszkiwało 876 osób, a gęstość zaludnienia wynosiła 33 osoby/km² (wśród 1842 gmin Regionu Centralnego Chaumont-sur-Loire plasuje się na 451. miejscu pod względem liczby ludności, natomiast pod względem powierzchni na miejscu 440.).
W Chaumont-sur-Loire znajduje się jeden z zamków nad Loarą.